# U-165 (1941)
| U-165                      | U-165 | U-165 |
| -------------------------- | --- | --- |
|                            | | |
|                            | | |
|                            | | |
| Під прапором               | Третій рейх | Третій рейх |
| Спуск на воду              | 15 серпня 1941 року | 15 серпня 1941 року |
| Виведений зі складу флоту  | 27 вересня 1942 року | 27 вересня 1942 року |
| Сучасний статус            | затоплений | затоплений |
| Проєкт                     | | |
| Тип ПЧ                     | Дизельний підводний човен | Дизельний підводний човен |
| Основні характеристики     | | |
| Швидкість (надводна)       | 17,9 вузла | 17,9 вузла |
| Швидкість (підводна)       | 7 вузлів | 7 вузлів |
| Робоча глибина занурення   | 100 м | 100 м |
| Гранична глибина занурення | 230 м | 230 м |
| Автономність плавання      | 63 милі (117 км) на швидкості 4 вузли (7,4 км/год) (у підводному положенні) 13 450 морських миль (24 910 км на швидкості 10 вузлів (19 км/год) (у надводному положенні) | 63 милі (117 км) на швидкості 4 вузли (7,4 км/год) (у підводному положенні) 13 450 морських миль (24 910 км на швидкості 10 вузлів (19 км/год) (у надводному положенні) |
| Екіпаж                     | 48 осіб | 48 осіб |
| Розміри                    | | |
| Довжина найбільша (по КВЛ) | 76,76 м | 76,76 м |
| Ширина корпусу найб.       | 6,76 м | 6,76 м |
| Висота                     | 9,6 м | 9,6 м |
| Середня осадка (по КВЛ)    | 4,70 | 4,70 |
| Водотоннажність надводна   | 1120 т | 1120 т |
| Озброєння                  | | |
| Артилерія                  | 1 × 88-мм палубна гармата SK C/32 | 1 × 88-мм палубна гармата SK C/32 |
| Торпедно- мінне озброєння  | 4 носових і два кормових ТА. 22 торпеди або 44 міни TMA чи 66 TMB | 4 носових і два кормових ТА. 22 торпеди або 44 міни TMA чи 66 TMB |
| ППО                        | 1 × 37-мм зенітна гармата SKC/30 2 × 20-мм зенітні гармати FlaK 30 | 1 × 37-мм зенітна гармата SKC/30 2 × 20-мм зенітні гармати FlaK 30 |

U-165 — німецький підводний човен типу IXC, часів Другої світової війни.
Замовлення на будівництво човна було віддане 25 вересня 1939 року. Човен був закладений на верфі «Deutsche Schiff und Maschinenbau AG» у Бремені 30 серпня 1940 року під заводським номером 704, спущений на воду 15 серпня 1941 року, 3 лютого 1942 року увійшов до складу 4-ї флотилії. Також за час служби перебував у складі 10-ї флотилії. Єдиним командиром човна був фрегаттен-капітан Ебергард Гоффманн.
За час служби човен зробив 1 бойовий похід, у якому потопив 2 судна (загальна водотоннажність 8 396 брт) та 1 допоміжний військовий корабель, а також пошкодив 3 судна (загальна водотоннажність 14 499 брт) та 1 допоміжний військовий корабель.
27 вересня 1942 року потоплений у Біскайській затоці південно-західніше Лор'яну (47°00′ пн. ш. 05°30′ зх. д. / 47.000° пн. ш. 5.500° зх. д.) глибинними бомбами чеського бомбардувальника «Веллінгтон». Весь екіпаж у складі 51 особи загинув.

## Потоплені та пошкоджені кораблі[3]
| Назва               | Тип                | Належність      | Дата            | Тоннаж (БРТ) | Вантаж                                                                           | Статус     | Місце                                                       |
| Arlyn               | суховантажне судно | США             | 28 серпня 1942  | 3 304        | 3 000 т генеральних вантажів включно з гасом, вантажівками та вибухівкою         | пошкоджено | 51°44′ пн. ш. 55°40′ зх. д. / 51.733° пн. ш. 55.667° зх. д. |
| USS Laramie (AO 16) | заправник          | США             | 28 серпня 1942  | 7 252        | 361 000 галонів авіаційного палива, 55 000 барелів нафти та генеральних вантажів | пошкоджено | 51°44′ пн. ш. 55°40′ зх. д. / 51.733° пн. ш. 55.667° зх. д. |
| Aeas                | суховантажне судно | Греція          | 6 вересня 1942  | 4 729        | Пиломатеріали та 1 490 т сталі                                                   | потоплено  | 49°10′ пн. ш. 66°50′ зх. д. / 49.167° пн. ш. 66.833° зх. д. |
| HMCS Raccoon        | броньована яхта    | Канада          | 7 вересня 1942  | 358          |                                                                                  | потоплено  | 49°01′ пн. ш. 67°17′ зх. д. / 49.017° пн. ш. 67.283° зх. д. |
| Essex Lance         | суховантажне судно | Велика Британія | 16 вересня 1942 | 6 625        | Баласт                                                                           | пошкоджено | 49°01′ пн. ш. 67°08′ зх. д. / 49.017° пн. ш. 67.133° зх. д. |
| Joannis             | суховантажне судно | Греція          | 16 вересня 1942 | 3 667        |                                                                                  | потоплено  | 49°10′ пн. ш. 67°05′ зх. д. / 49.167° пн. ш. 67.083° зх. д. |
| Pan York            | суховантажне судно | США             | 16 вересня 1942 | 4 570        |                                                                                  | пошкоджено | 49°10′ пн. ш. 67°05′ зх. д. / 49.167° пн. ш. 67.083° зх. д. |